# William Eden, 1. baron Auckland
William Eden, 1. baron Auckland (3. april 1745 – 28. maj 1814) var en britisk statsmand, far til George Eden, 1. jarl af Auckland.
Auckland blev 1769 indskrevet som sagfører og skrev 1771 Principles of the Penal Law; 1772 udnævntes han til understatssekretær, valgtes 1774 til Underhuset og fik 1776 sæde i Board of Trade, samt var 1778 en af de 5 kommissærer, der sendtes til Nordamerika for at opnå forståelse med de oprørske kolonier.
I 1780 blev han oversekretær for Irland indtil april 1782 og april-december 1783 viceskatmester for Irland under blandingsministeriet Shelburne; fik under William Pitt den yngre igen sæde i Board of Trade, men brugtes især i diplomatiske sendelser, således 1785-87 til Paris, hvor han sluttede vigtige handelsoverenskomster, 1788 til Madrid og 1790-93 til Nederlandene.
I 1789 blev han irsk peer som baron Auckland og 1793 britisk. I 1798 blev han generalpostmester, beholdt 1801-04 stillingen under Addington og blev 1806 handelsminister i det liberale ministerium Grenville, samt hørte senere til Whigerne. Hans Journals and Correspondence udgaves 1860-62 i 4 bind.